# Emily Hemelrijk
Emily Ann Hemelrijk (1953) is emeritus hoogleraar Oude Geschiedenis aan de Universiteit van Amsterdam.

## Loopbaan
Hemelrijk studeerde Klassieke talen, Oude geschiedenis en Klassieke archeologie aan de Universiteit van Amsterdam, ook nam zij deel aan archeologische opgravingen.  Op 9 september 1998 promoveerde zij bij Luuk de Blois en Henk Versnel op het proefschrift Matrona docta: educated women in the Roman elite from Cornelia to Julia Domna (Radboud Universiteit Nijmegen) dat in 1999 door Routledge als handelseditie gepubliceerd werd. Hemelrijk was als universitair docent verbonden aan de Universiteit Leiden, de Vrije Universiteit van Amsterdam, de Universiteit Utrecht en de Haagse Hogeschool. Zij werd in 2007 benoemd als hoogleraar Oude Geschiedenis aan de Universiteit van Amsterdam en sprak in 2008 haar oratie Nieuwe Romeinsen uit. Hemelrijk was tot haar emeritaat in 2020 hoogleraar aan deze universiteit.

## Onderzoek
Haar onderzoeksexpertise ligt op het gebied van vrouwen en gender in de Romeinse samenleving, de Romeinse familie, en de sociaal-culturele geschiedenis van het Romeinse Principaat in brede zin.
Hemelrijk was van 2007 tot 2011 projectleider van het NWO vidi-project Hidden lives - public personae: women in the urban texture of the Roman Empire. ‘Dit onderzoeksproject richt zich op de rol van vrouwen in het sociale en publieke leven van de talrijke Romeinse steden in Italië en de westelijke provincies van het Romeinse rijk in de eerste drie eeuwen van de keizertijd […] [en] een tot nu toe weinig bestudeerde groep van vrouwen uit de lokale stedelijke elites en uit groepen direct daaronder.’

## Erkenning
In 2015 ontving Hemelrijk een eredoctoraat van de Universiteit van Göteborg (Zweden): ‘has distinguished herself with partly ground-breaking research on women in antiquity … Emily Hemelrijk has broken new ground by focusing on new geographic areas. Her works cover not only the core areas in Roman antiquity but also the provinces.’
Hemelrijk won de nationale Homerusprijs 2022 voor haar boek 'Verborgen levens, publieke figuren. Romeinse vrouwen buiten Rome'.
In 2023 verscheen bij uitgeverij Brill een wetenschappelijke bundel met artikelen waarin het werk van Hemelrijk het uitgangspunt vormt.

## Geselecteerde publicaties
- Verborgen levens, publieke figuren. Romeinse vrouwen buiten Rome (Amsterdam 2021)
- ‘Women’s daily life in the Roman West’ in: S. L. Budin & J. M. Turfa (eds.), Women in Antiquity: Real Women Across the Ancient World (Routledge 2016) 895-904
- Hidden lives – public personae. Women and civic life in the Roman West (Oxford 2015)
- ‘The Education of Women in Ancient Rome’ in: W. M. Bloomer (ed.), A Companion to Ancient Education (Chichester 2015) 292-304
- met G. Woolf, (eds) Women and the Roman City in the Latin West (Leiden 2013)
- ‘Fictive motherhood and female authority in Roman cities’, EuGeStA, Journal on Gender Studies in Antiquity 2 (2012) 201-220[10]
- ‘Public roles for women in the cities of the Latin West’ in: S. L. James & S. Dillon (eds.), A companion to women in the ancient world (Oxford 2012) 478-490  DOI: 10.1002/9781444355024.ch35[11]
- ‘Patronesses and "mothers" of Roman collegia’, Classical Antiquity 27(1) (2008) 115-162. DOI: 10.1525/ca.2008.27.1.115[12]
- Matrona docta. Educated women in the Roman élite from Cornelia to Julia Domna (Londen 1999, paperback 2004)